# Manuel Fernández Ramos
Manuel Fernández Ramos (Barquilla, província de Salamanca, 22 de febrer del 1949) és un polític basc. Delineant industrial i arquitecte tècnic, fou membre del Comitè Nacional del PSE-PSOE (1978-1988) i secretari de Moviments Socials i Participació Ciutadana de Biscaia (PSE-PSOE) a partir de 1991. També ha estat membre de les Associacions MPDL, DNI, SI i UNICEF. Va ser diputat de les Juntes Generals de Biscaia del 1979 al 1983 i alcalde d'Ortuella del 1979 al 1987. Després fou escollit senador per Biscaia a les eleccions generals espanyoles de 1986, i fou senador designat per la Comunitat Autònoma de 1989 a 1995.